# جو مكارثي (لاعب كرة قاعدة)
جو مكارثي (بالإنجليزية: Joe McCarthy)‏ هو لاعب كرة قاعدة أمريكي، ولد في 25 ديسمبر 1881 في سيراكيوز في الولايات المتحدة، وتوفي بنفس المكان في 12 يناير 1937.